# گمینا کنستانچین-یژورنا
گمینا کونستانچین-یژورنا (به لهستانی:  Gmina Konstancin-Jeziorna) یک گمینا در لهستان است که در شهرستان پیاسچنو واقع شده‌است. گمینا کونستانچین-یژورنا ۷۸٫۲۸ کیلومتر مربع مساحت و ۲۳٬۲۲۹ نفر جمعیت دارد.

## خواهرخوانده
شهر سن ژرمن آن له خواهرخواندهٔ گمینا کونستانچین-یژورنا هست.